# Niella (manzana)
Niella es el nombre de una variedad cultivar de manzano (Malus domestica). Esta manzana está cultivada en diversos viveros entre ellos algunos dedicados a conservación de árboles frutales en peligro de desaparición. Esta manzana es originaria de las Islas Baleares, donde tuvo su mejor época de cultivo comercial anterior a la década de 1960, y actualmente en menor medida aún se encuentra.

## Sinónimos
- "Manzana Niella",[5][7][8]
- "Poma Niella".

## Historia
Las Islas Baleares presenta unas condiciones de clima y de suelos buenos para el cultivo del manzano. De hecho existe una considerable variedad de cultivos autóctonos de manzano, fruto de la sabiduría y el esfuerzo de los agricultores, que durante generaciones han realizado cruces y mejoras de las variedades. En estas últimas décadas ya sea por presiones urbanísticas o por abandono de los cultivos en los campos, debida a la competencia con otras variedades de manzanas selectas foráneas, se han ido perdiendo parte de la riqueza de variedades frutales de la herencia. Actualmente hay iniciativas para evitar la pérdida irremediable de esta riqueza cultural y agrícola con iniciativas de conservación como el proyecto "Reviure" en Mallorca (con plantación de 160 frutales de la herencia), [Autores: José Moscardó Sáez Antoni Martorell Nicolau Proyecto Reviure-caib.es.PDF] o el banco de germoplasma de frutales del Jardín Botánico de Sóller.
'Niella' está considerada incluida en las variedades locales autóctonas muy antiguas, cuyo cultivo se centraba en comarcas muy definidas. Se caracterizaban por su buena adaptación a sus ecosistemas y podrían tener interés genético en virtud de su adaptación. Se encontraban diseminadas por todas las regiones fruteras españolas, aunque eran especialmente frecuentes en la España húmeda. Estas se podían clasificar en dos subgrupos: de mesa y de sidra (aunque algunas tenían aptitud mixta).
'Niella' es una variedad clasificada como de mesa; difundido su cultivo en el pasado por los viveros comerciales y cuyo cultivo en la actualidad se ha reducido a huertos familiares y jardines privados.

## Características
El manzano de la variedad 'Niella' tiene un vigor Medio; florece a inicios de mayo; tubo del cáliz pequeño, cónico, y con los estambres insertos por la mitad.
La variedad de manzana 'Niella' tiene un fruto de tamaño variado, generalmente medio; forma esfero-cónica, aplastada en su base y deprimida oblicuamente en la zona superior, con contorno irregular; piel fina y suavemente untuosa; con color de fondo amarillo verdoso, siendo el color del sobre color cobre lavado, importancia del sobre color baja, siendo su reparto en chapa, presenta con iniciada chapa de pinceladas en zona de insolación o bien exenta de chapa, acusa punteado uniformemente repartido y de color blanquecino, y una sensibilidad al "russeting" (pardea miento áspero superficial que presentan algunas variedades) débil; pedúnculo corto y grueso, a veces con cabeza globosa, anchura de la cavidad peduncular es amplia, profundidad de la cavidad peduncular relativamente profunda o de acusada cavidad ensanchada desde el fondo, con chapa ruginosa en forma estrellada, borde suavemente ondulado, y con importancia del "russeting" en cavidad peduncular media; anchura de la cavidad calicina frecuentemente estrecha, profundidad de la cav. calicina con cubeta irregularmente acusada, con borde suavemente ondulado y rebajado de un lado quedando en plano inclinado, y con la importancia del "russeting" en cavidad calicina muy débil; ojo, pequeño, cerrado; sépalos fuertes, erguidos, entrecruzados y con las puntas divergentes.
Carne de color blanco-crema; textura crujiente; sabor característico de la variedad, dulzón y agradable; corazón desplazado hacia el pedúnculo, irregularmente enmarcado por las líneas del corazón al mismo tiempo que se hacen muy visibles y otras secundarias. Celdas alargadas. Semillas ovadas y con punta generalmente roma.
La manzana 'Niella' tiene una época de maduración y recolección temprana en verano, se recolecta desde inicio de agosto hasta mediados de septiembre. Tiene uso como manzana de mesa fresca.